# Amvrosivka
Amvrosivka (en ucraniano: Амвросіївка; en ruso: Амвросиевка, romanizado: Amvrosievka) es una ciudad ucraniana perteneciente al óblast de Donetsk. Situado en el sureste del país, hasta 2020 pertenecía al  raión de Amvrosivka, pero hoy es parte del raión de Donetsk y del municipio (hromada) homónimo.
La ciudad se encuentra ocupada por Rusia desde la guerra del Dombás, siendo administrada como parte de la de facto República Popular de Donetsk.

## Geografía
Amvrosivka se encuentra en el sur del Dombás, 29 km al sur de Torez y 82 km al sureste de Donetsk.

### Clima
El clima es continental templado con veranos largos y calurosos, y poca nieve en invierno
| Parámetros climáticos promedio de Amvrosivka (1981-2010) | Parámetros climáticos promedio de Amvrosivka (1981-2010) | Parámetros climáticos promedio de Amvrosivka (1981-2010) | Parámetros climáticos promedio de Amvrosivka (1981-2010) | Parámetros climáticos promedio de Amvrosivka (1981-2010) | Parámetros climáticos promedio de Amvrosivka (1981-2010) | Parámetros climáticos promedio de Amvrosivka (1981-2010) | Parámetros climáticos promedio de Amvrosivka (1981-2010) | Parámetros climáticos promedio de Amvrosivka (1981-2010) | Parámetros climáticos promedio de Amvrosivka (1981-2010) | Parámetros climáticos promedio de Amvrosivka (1981-2010) | Parámetros climáticos promedio de Amvrosivka (1981-2010) | Parámetros climáticos promedio de Amvrosivka (1981-2010) | Parámetros climáticos promedio de Amvrosivka (1981-2010) |
| Mes                                                      | Ene.                                                     | Feb.                                                     | Mar.                                                     | Abr.                                                     | May.                                                     | Jun.                                                     | Jul.                                                     | Ago.                                                     | Sep.                                                     | Oct.                                                     | Nov.                                                     | Dic.                                                     | Anual                                                    |
| -------------------------------------------------------- | -------------------------------------------------------- | -------------------------------------------------------- | -------------------------------------------------------- | -------------------------------------------------------- | -------------------------------------------------------- | -------------------------------------------------------- | -------------------------------------------------------- | -------------------------------------------------------- | -------------------------------------------------------- | -------------------------------------------------------- | -------------------------------------------------------- | -------------------------------------------------------- | -------------------------------------------------------- |
| Temp. máx. media (°C)                                    | -1.1                                                     | -0.6                                                     | 5.5                                                      | 14.9                                                     | 21.5                                                     | 25.7                                                     | 28.1                                                     | 27.7                                                     | 21.4                                                     | 13.6                                                     | 5.0                                                      | -0.1                                                     | 13.5                                                     |
| Temp. media (°C)                                         | -3.9                                                     | -3.8                                                     | 1.5                                                      | 9.7                                                      | 15.9                                                     | 20.2                                                     | 22.6                                                     | 21.8                                                     | 16.1                                                     | 9.0                                                      | 1.7                                                      | -2.6                                                     | 9.0                                                      |
| Temp. mín. media (°C)                                    | -6.2                                                     | -6.6                                                     | -1.9                                                     | 5.1                                                      | 10.7                                                     | 15.0                                                     | 17.3                                                     | 16.3                                                     | 10.8                                                     | 5.1                                                      | -0.7                                                     | -5.1                                                     | 5.0                                                      |
| Precipitación total (mm)                                 | 52.0                                                     | 48.2                                                     | 46.0                                                     | 41.5                                                     | 52.3                                                     | 65.3                                                     | 58.6                                                     | 37.6                                                     | 43.5                                                     | 38.9                                                     | 52.5                                                     | 57.7                                                     | 592.1                                                    |
| Días de precipitaciones (≥ 1.0 mm)                       | 9.9                                                      | 8.2                                                      | 8.3                                                      | 7.0                                                      | 7.1                                                      | 7.9                                                      | 6.1                                                      | 4.4                                                      | 5.4                                                      | 5.6                                                      | 7.7                                                      | 10.1                                                     | 87.7                                                     |
| Humedad relativa (%)                                     | 87.9                                                     | 85.6                                                     | 79.9                                                     | 67.1                                                     | 62.1                                                     | 63.7                                                     | 61.5                                                     | 59.4                                                     | 67.0                                                     | 76.4                                                     | 86.8                                                     | 89.3                                                     | 73.9                                                     |
| Fuente: World Meteorological Organization                |                                                          |                                                          |                                                          |                                                          |                                                          |                                                          |                                                          |                                                          |                                                          |                                                          |                                                          |                                                          |                                                          |

## Historia
Amvrosivka fue fundada en 1869 como una estación de trenes de la línea Kursk-Járkov-Azov. Originalmente su nombre fue Donetsko-Amvrossivka (en ucraniano: Донецько-Амвросіївка). El desarrollo ulterior del asentamiento se basó en la extracción de marga, la materia prima más importante para la producción de cemento, cuyos ricos yacimientos fueron descubiertos en 1836 a orillas del río Krinka. Desde 1896 se desarrolló en la ciudad la industria del cemento y materiales de construcción. Posteriormente se establecieron industrias de alimentos y cueros y después de 1930 fábricas de tractores. 
El 25 de enero de 1923, Amvrosivka  se convirtió en el centro del raión homónimo y el 15 de enero de 1929, recibió el estatus de asentamiento de tipo urbano. Amvrosivka recibió la categoría de ciudad en 1938.
Durante la Segunda Guerra Mundial, las tropas nazis ocuparon Amvrosivka entre el 21 de octubre de 1941 y el 23 de agosto de 1943. En 1944, la ciudad de Donetsko-Amvrosivka pasó a llamarse Amvrosivka.
En la guerra del Dombás, las tropas ucranianas expulsaron a los grupos prorrusos de la ciudad el 5 de junio de 2014. El 15 de julio de 2014, dos soldados ucranianos murieron y ocho resultaron heridos cuando Amvrosivka fue alcanzada por varios cohetes "Grad". El 27 de agosto, tras la retirada de las fuerzas ucranianas, llegaron a la ciudad 5 vehículos blindados de transporte de tropas y 1 Kamaz con terroristas y soldados rusos extraviados.
El 18 de agosto de 2022, durante la invasión rusa de Ucrania, un gran almacén de municiones ruso en Amvrosivka fue atacado provocando numerosas explosiones e incendios que ardieron durante varias horas.

## Demografía
La evolución de la población de Amvrosivka entre 1926 y 2022 fue la siguiente:
| 2839                                                          | 15 001 | 20 037 | 24 330 | 24 406 | 23 951 | 22 130 | 21 057 | 18 682 | 18 413 | 17 998 |
| (Fuente: Cities & Towns of Ukraine y UKRAINE: Größere Städte) |        |        |        |        |        |        |        |        |        |        |

Según el censo de 2001, la lengua materna de la mayoría de los habitantes, el 71,3 %, es el ruso; del 27,9 % es el ucraniano.

## Economía
Actualmente la ciudad se especializa en la producción de materiales de construcción, con una gran fábrica de cemento y productos de hormigón, contando también con fundiciones de acero y fábricas de productos alimenticios.

## Infraestructura

### Transporte
La estación de trenes de Ambrovsivka está en la línea Moscú-Rostov del Don. La a carretera T 0507 conecta Amvrosivka con Donetsk.

## Galería

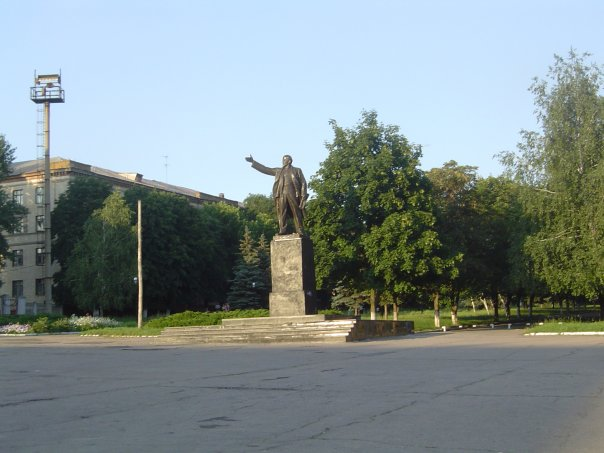
Estatua de Lenin en Amvrosivka
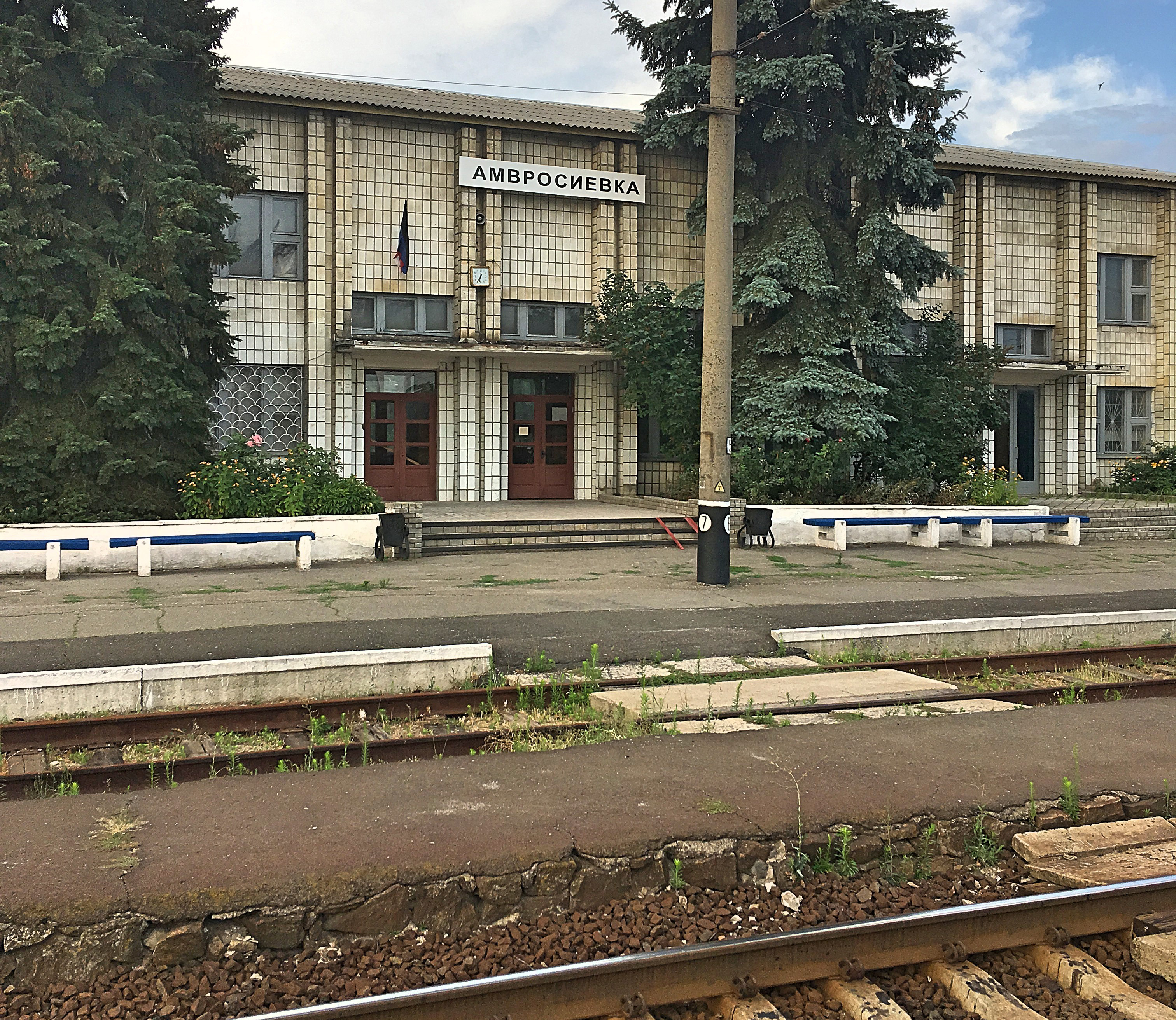
Estación de trenes de Amvrosivka